# ГЕС Камісіїба
ГЕС Камісіїба (яп. 上椎葉発電所, Камішііба хацуденшьо, Гепберн: Kamishiiba hatsudensho) — гідроелектростанція в Японії на острові Кюсю. Знаходячись перед ГЕС Іваядо, становить верхній ступінь каскаду на річці Мімі, яка на східному узбережжі острова впадає до Тихого океану за п'ять кілометрів від південної околиці міста Хюґа.

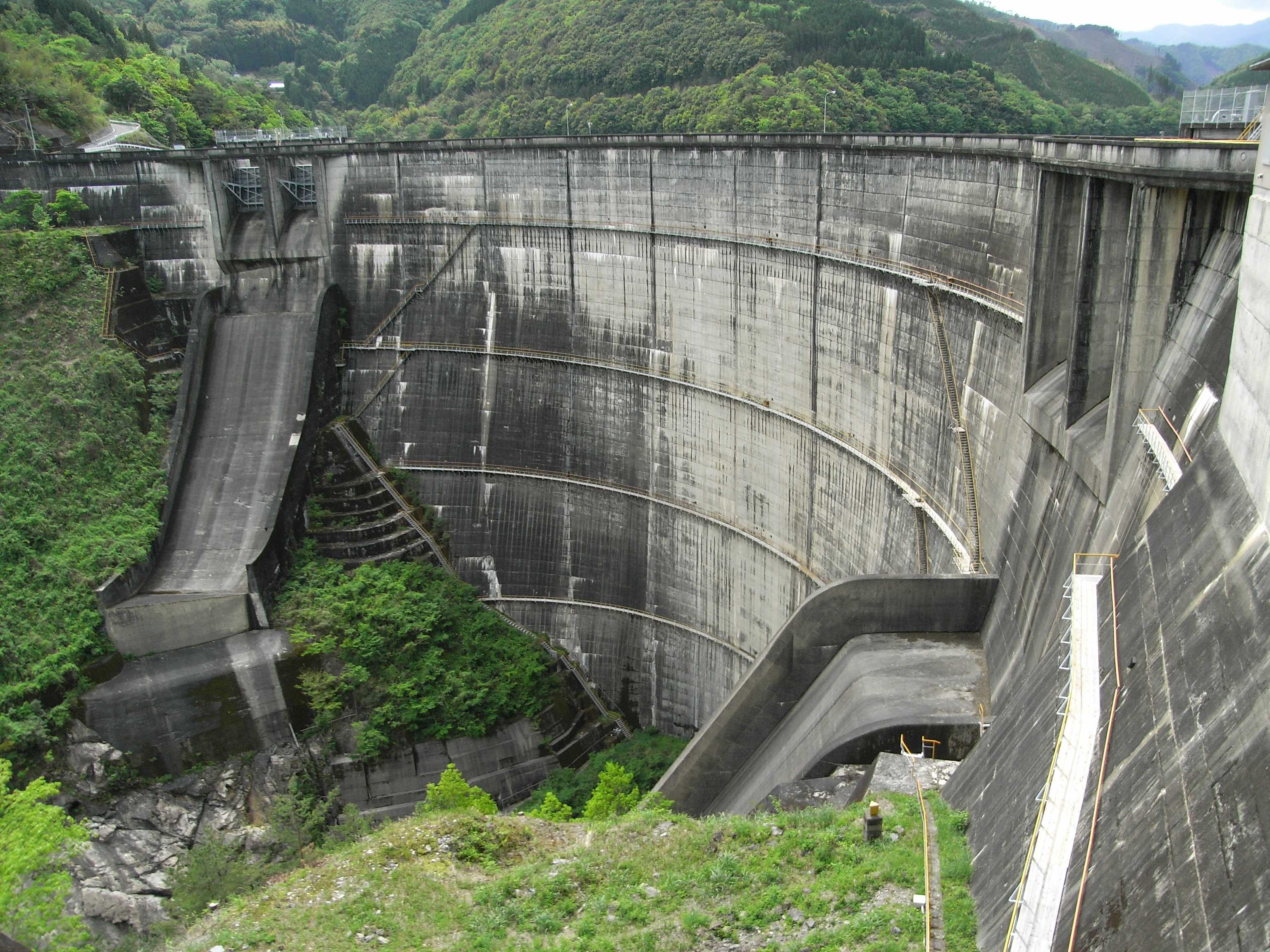
Аркова гребля станції

В межах проекту річку перекрили бетонною арковою греблею висотою 110 метрів та довжиною 341 метр, яка потребувала 390 тис. м3 матеріалу. Вона утримує водосховище з площею поверхні 2,7 км2 та об'ємом 91,6 млн м3 (корисний об'єм 76 млн м3).
Зі сховища ресурс подається через прокладений по лівобережжю дериваційний тунель довжиною біля 3 км, який після вирівнювального резервуару переходить у два напірні водоводи довжиною по 0,23 км зі спадаючим діаметром від 5 до 2,5 метрів.
На станції встановили дві турбіни типу Френсіс потужністю по 45 МВт, які використовують напір у 144 метра.
Видача продукції відбувається по ЛЕП, розрахованим на роботу під напругою 220 кВ та 110 кВ.
У вересні 2005 року станція зазнала сильних пошкоджень внаслідок тайфуну та викликаних ними злив, зокрема, виявились затопленими турбіни та генератори. Агрегат № 1 ввели в експлуатацію після відновлення у грудні 2007-го. Другий агрегат змогли запустити ще влітку 2006-го, проте по завершенні робіт над першим він також пройшов через капітальний ремонт (2008—2010). Одночасно з відновленням здійснили й модернізацію турбін, потужність яких зросла до 46,6 МВт.